# Caenimonas terrae
Caenimonas terrae es una bacteria gramnegativa del género Caenimonas. Fue descrita en el año 2013. Su etimología hace referencia a tierra. Es aerobia. Tiene un tamaño de 0,6-0,7 μm de ancho por 1,4-2,3 μm de largo. Catalasa negativa y oxidasa positiva. Forma colonias blancas y circulares en agar R2A, pero no crece en agar LB, TSA ni MacConkey. Temperatura de crecimiento entre 10-40 °C, óptima de 28-30 °C. Se ha aislado de muestras de suelo en Corea del Sur. 